# شارع الهرم (فلم)
شارع الهرم فيلم مصري إنتاج عام 2011.

## القصة
تدور أحداث الفيلم حول راقصة تتحول من الرقص في فرقة للفنون الشعبية إلى الرقص الشرقي في أحد ملاهى شارع الهرم، ثم يتصارع عليها 3 رجال، الأول هو طليقها الضابط، الذي تزوجها عرفيا بعد أن أحبته ولكنها تصطدم به فيتم الطلاق، ويتم سجنه وعندما يخرج يفكر في العودة إليها، والثاني يلقب بوزير الحنية ويعمل في شارع الهرم، والثالث يعمل طبالاً وهو من ساعدها على التحول من الفنون الشعبية إلى الرقص الشرقي، ولكنها في النهاية تقرر عدم الارتباط بأي منهم وتترك الرقص تماما وتفتح مطعما.

## طاقم التمثيل
- سعد الصغير
- دينا
- أحمد بدير
- مها أحمد
- لطفي لبيب
- أحمد سلامة
- أيتن عامر
- مادلين طبر
- حسن عبد الفتاح
- بدرية طلبة
- رضا إدريس
- أحمد بجة
- طارق الشيخ
- محمود الليثي

## روابط خارجية
- مقالات تستعمل روابط فنية بلا صلة مع ويكي بيانات